# Marx Schwab
Marx Schwab (geb. vor 1550; gest. nach 1550) war ein deutscher Silberschmied.

## Leben
Um 1550 erfand Schwab die erste Münzpresse mit einer Schraubenpresse. Im Vergleich zu früheren Münzpressen wurden zwei schwere Eisenschrauben verwendet, um die Dicke der Münzen zu verringern. Zuvor wurden hierfür Hammer und Handstempel verwendet. Diese neuen Münzpressen setzen sich in Europa im 16. und 17. Jahrhundert durch. Erst 1830 verbesserte der deutsche Erfinder Diedrich Uhlhorn mit der Kniehebelpresse das Prägen von Münzen.